# 最高の人間
最高の人間（さいこうのにんげん）は、プロダクション人力舎に所属する吉住と岡野陽一からなる日本の男女お笑いユニット。キングオブコント2022ファイナリスト。

## メンバー
吉住（よしずみ、1989年11月12日 - ）（35歳）
福岡県北九州市出身。
本名は、吉住 暢子（よしずみ のぶこ）。

岡野 陽一（おかの よういち、1981年11月29日 - ）（43歳）
福井県敦賀市出身。

## 来歴・芸風
2022年、プロダクション人力舎の先輩後輩（芸歴は岡野が6期上にあたる）同士の2人で結成。岡野はかつてお笑いコンビ「巨匠」として2014年・2015年のキングオブコントで決勝へと進出し、その後ピン芸人として2019年のR-1ぐらんぷりで決勝進出。吉住はピン芸人として2020年に第4回女芸人No.1決定戦 THE Wで優勝し、2021年・2022年のR-1グランプリで決勝進出している。
吉住から岡野に声を掛ける形で結成。岡野がクズ芸人キャラでバラエティ番組に出演する機会が増えネタをやらなくなってしまったのを見兼ねた作家や事務所が、吉住に「R-1グランプリは芸歴制限のためもう出られないので、岡野にはもうキングオブコントしかない」とユニットを組み大会を目指すよう諭した事がきっかけであった。ユニット名は岡野が提案したもので、自身の前コンビ名である「『巨匠』のように呼ばれたい名前」として思い付いたという。他の候補として2人の名前を合わせた「岡住」や、髭を生やしている岡野と一重まぶたである吉住の見た目に由来した「髭一重」があったが、最終的に岡野が吉住に委ねる形であみだくじでユニット名が決定した。
キングオブコントでは2021年より即席ユニットの出場が認められるようになったが、即席ユニットとして初めての決勝進出となった。決勝では1stステージのトリである10組目として登場したが、462点で6位敗退となり即席ユニットとして初の優勝には至らなかった。

## エピソード
決勝進出が決まるまで稽古場に篭りっぱなしで何一つ楽しいことが無かった為、進出を決めた時にそれぞれのマネージャーを合わせた4人で祝勝会をした。岡野としてはベロベロになるほどの最高な飲み会であったが、吉住が突如ブチギレし、岡野が途中で帰らされてしまった。翌日に岡野は謝るも前日の出来事を覚えておらず、何をしたか尋ねると「あなたは一つだけどうしても許せないことを言いました」と岡野の失言を指摘され、続けて何をしてしまったのか教えて欲しいと懇願するも「いいえ、私は一生その言葉は言いません。ただ、あなたがもう一度、その言葉を言ったときは殺します」とまさかの宣言をされてしまった。吉住が激怒した理由はその場に居合わせていたマネージャーでさえも把握出来ていないという。

## 賞レース戦歴
- 2022年 キングオブコント - 決勝6位

## 出演

### テレビ
- ザ・ベストワン（TBSテレビ、2022年9月9日）
- ラヴィット!（TBSテレビ、2022年9月21日）
- キングオブコント2022（TBSテレビ、2022年10月8日）
- 家、ついて行ってイイですか?（テレビ東京、2022年10月16日）
- シリタカ!（九州朝日放送、2022年10月26日）
- 笑って年越し!世代対決 昭和芸人vs平成・令和芸人（日本テレビ、2022年12月31日）

### テレビドラマ
- 何かおかしい2 第9話（2023年5月31日、テレビ東京） - 本人 役

### ラジオ
- ちょいさき（NACK5、2022年10月9日）
- おぎやはぎのメガネびいき（TBSラジオ、2022年10月14日）

### ライブ
- 5日後に新ネタ10本くらいやるライブ（2022年7月22日、渋谷ユーロライブ）[7]
- もてあそばれる21組のネタライブ「審査委員長は真空ジェシカ」（2022年8月25日、渋谷さくらホール）[8]
- バカ爆走!（2022年10月4日・5日、新宿Fu-）[9]